# Borisav Jović

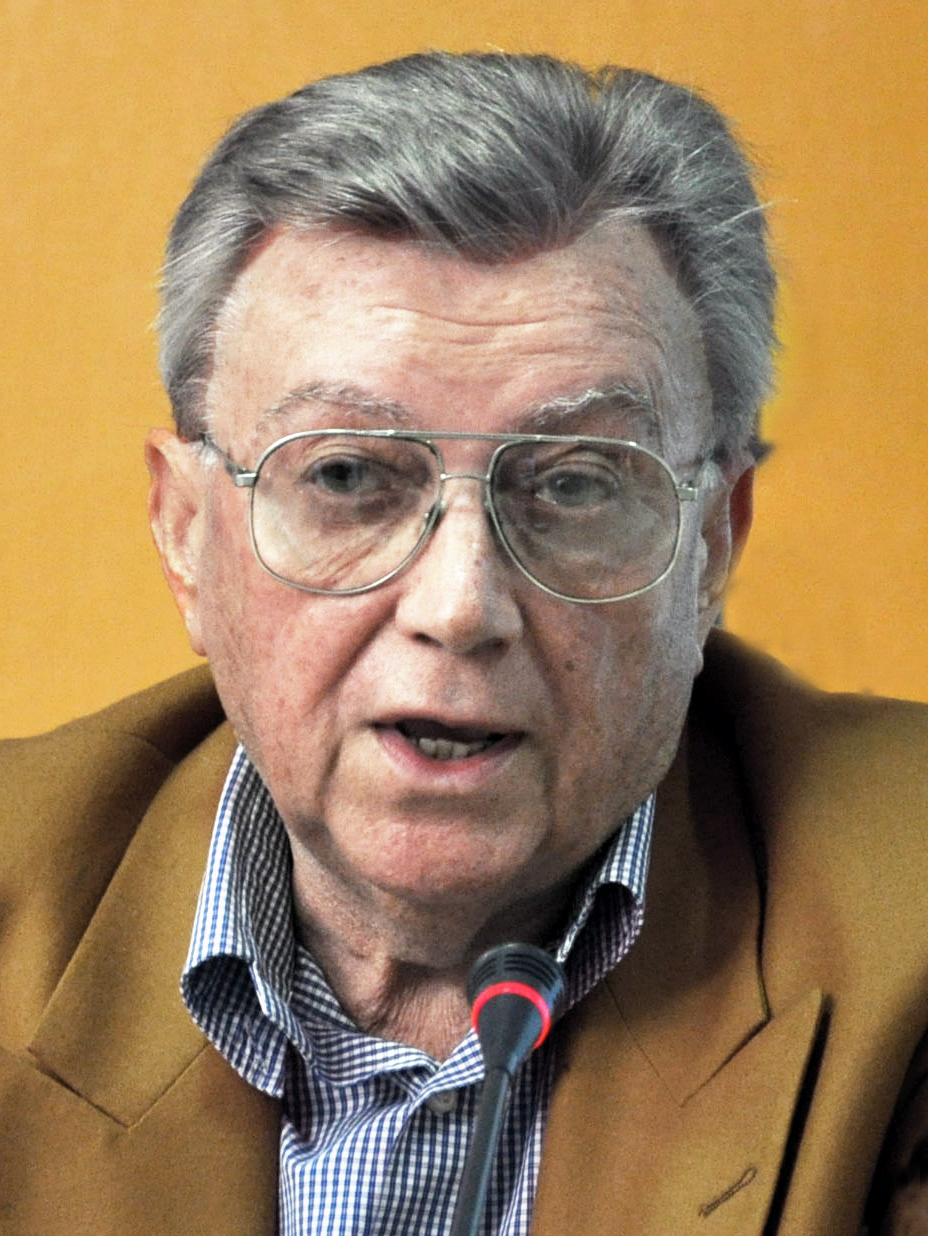
Borisav Jović (2009)

Borisav Jović (serbisch-kyrillisch Борисав Јовић; * 19. Oktober 1928 in Nikšić, zu Batočina, Königreich Jugoslawien, heute Serbien; † 13. September 2021 in Belgrad) war ein jugoslawischer Politiker, der Ende der 1980er- und Anfang der 1990er-Jahre zu den führenden Personen des Bundes der Kommunisten Jugoslawiens gehörte. Von 1990 bis 1991 war er das Staatsoberhaupt Jugoslawiens.

## Leben
Ab März 1989 war er der Vertreter der SR Serbien im jugoslawischen Bundespräsidium. Am 15. Mai 1990 übernahm er turnusgemäß den Vorsitz des Präsidiums. Er stand Slobodan Milošević nahe und half ihm zu Beginn der 1990er-Jahre seine Macht auszubauen. Während des Zerfalls des jugoslawischen Staates war Jović von Mai 1991 bis Oktober 1992 Vorsitzender der in Serbien regierenden Sozialistischen Partei von Milošević.
Am Ende seines Mandates als jugoslawischer Präsident im Mai 1991 verzögerte er zunächst die turnusgemäße Übernahme der Präsidentschaft durch den Kroaten Stjepan Mesić, wie es in der Verfassung vorgesehen gewesen war. Nach dem Ausbruch des Kroatienkrieges setzte er sich für die Verhängung eines Ausnahmezustands ein, im Rahmen dessen die Jugoslawische Volksarmee die abtrünnige Republik Kroatien unter ihre Kontrolle bringen und eine Unabhängigkeit somit verhindern sollte. Der Plan ging jedoch nicht auf, weil nur die Teilrepubliken bzw. Provinzen Serbien, Montenegro, Vojvodina und Kosovo dem Plan zustimmten. Bogić Bogićević, der Vertreter von Bosnien und Herzegowina (ein Serbe), zeigte sich neutral. Eine Mehrheit von 5 aus 8 Stimmen wäre im kollektiven jugoslawischen Staatspräsidium jedoch nötig gewesen.
Bekannt wurde Jović durch die Ablehnung der Brioni-Abkommen, die Slowenien nach dem 10-Tage-Krieg die Unabhängigkeit zusicherten.
Nach Ende der Jugoslawienkriege geriet Jović ins Visier des Internationalen Strafgerichtshofs für das ehemalige Jugoslawien. Es kam jedoch nicht zu einer Anklage, da das zuständige Juristenteam um Carla Del Ponte entschied, sich auf Hauptakteure wie Milošević zu konzentrieren. Jović wurde stattdessen als Zeuge zu den Aktivitäten Miloševićs während des Krieges herangezogen.
Er starb am 13. September 2021 im Alter von 92 Jahren in Belgrad an einer COVID-19-Erkrankung.